# Charles Hawks
Charles Hawks Jr., född 7 juli 1899 i Horicon i Wisconsin, död 6 januari 1960 i Bryn Mawr i Pennsylvania, var en amerikansk politiker (republikan). Han var ledamot av USA:s representanthus 1939–1941.
Hawks efterträdde 1939 Harry Sauthoff som kongressledamot och efterträddes 1941 av företrädaren Sauthoff.
Hawks ligger begravd på Oak Hill Cemetery i Horicon i Wisconsin.